# 鄭連捷
鄭連捷（1905年—1983年4月1日），藝名鄭超人，臺灣新竹市人，默片演員、抗日人物。

## 生平
鄭連捷出身新竹鄭姓望族，為詩人鄭幼佩第二子，少年時就喜歡電影。因外表英俊，時人譽為「色男」。

### 出道
1923年，就讀於臺北工業學校的鄭連捷受李松峰之邀參加《臺灣日日新報》主導《老天無情》的製片工作。該片原名《看牛漢》，參與的臺灣演員主要只有黃梁夢，其他為日本人，同年九月在大稻埕永樂座首映，但票房不好。此後他開始從影，兩年後參加劉喜陽、李松峰等人的台灣映畫研究會，並演出該會投資的臺灣電影《誰之過》。

### 挫敗
1925年鄭連捷從臺北工業學校畢業後，沒有找到合適工作，渡海到廈門投靠外祖父。後在新加坡應徵劉貝錦自製影片公司的默片演員，立即被錄取在《新客》片中擔任男主角，改藝名為「超人」，但此電影票房欠佳，該製片公司在1927年5月10日宣告結束營運。
該電影《新客》的女演員周清華，是畢業於南洋女子中学校的校花，鄭連捷與她相愛結婚，但之後分離，她之後曾擔任掌櫃。

### 活躍
鄭連捷到上海求職，經人介紹認識上海明星公司影業部副主任鄭超凡，又因精通日語而在大中華百合影業公司擔任韓籍導演鄭基鐸翻譯，不久即獲為該公司經理朱瘦菊賞識，提拔在《火窟鋼刀》（又名《血與淚》）作配角。後參與多部影片演出，如與阮玲玉合演《婦人心》、《女海盜》，與王元龍、 金燄合演《王氏四俠》、《續王氏四俠》，還有《青春路上》等電影。《婦人心》為1929年由李萍倩導演、大中華百合影業公司出品，但因該公司與獨霸上海上映權的中央影戲公司有利潤糾紛所以在上海被封殺，這部卻是他自認最滿意的作品。
鄭連捷也會編寫劇本，已寫好的劇本有《太平天國之月》、《渴望陽光的人們》、《青青的熱力》、《前線》、《女性的魅力》、《廣東茶花》等。1929年《羅賓漢報》9月25日第二版「鄭超人將耀光三島」報導錄鄭連捷受邀至松竹株式會社之聘，在導演牛原虛彥導演之下工作，俟合同簽妥後，即將於十月下旬啟程赴日本。1930年4月2日，《羅賓漢報》又報導他並未如期赴日仍留上海，據說原因是薪金問題未談攏所以未簽約，一度轉往廈門為臺灣解放運動犧牲者求援義演會導演舞臺劇。後回到上海，主演暨南影片公司的《出生入死》、演聯藝電影公司的《女酋長》。
向山寬夫指出鄭連捷在上海時參加上海台灣青年會，並指導學生演反抗日本帝國主義、反抗國民黨左派的宣傳劇。

### 息影
1930年5月鄭連捷回到新竹，被日本憲兵以《治安維持法》逮捕，被拘禁在台中看守所兩年半。獲釋後被限制出境，不再當演員。之後在臺灣先後當過水果攤販、礦工、夜市攤販、文具店老闆。二次大戰時逃至鄉下避難。戰後作竹南鎮副鎮長，後因人事鬥爭而辭職，再出任國民黨新竹縣指導辦事處幹事，並兼任報社新竹辦事處主任、也作過擔任新竹寶山鄉公所總幹事、新竹市公所秘書、建設課長等公職。課長任內有建設新竹市東門市場。但他的經濟狀況始終不佳。
1974年，鄭連捷在報上得悉失散多年的周清華仍一直思念他，以致精神失常，想去相會卻遭家人反對，最後得到妻子同意、友人協助。當他終於來到哥打丁宜，周清華已經認不得人，但他依舊停留四日看望。香港的《快報》並題詩：「半世離愁苦相思，不堪回首重逢時；紅顏為何多薄命，心病難再心藥醫。」
老年的鄭連捷安居在新竹市古奇峰下，建座小廟，日夜膜拜，拒絕記者訪問。

## 影視形象
鄭連捷與周清華的故事被改編成話劇《萬里尋妻》，由李金、楊燕配音。
導演張人杰在1977年拍成臺語電影《相思夢斷點點情》，由柯俊雄、張美瑤主演。此電影又名《瘋女情》，故事男女主角皆用當事者的真名，劇情是說鄭連捷遠離台灣到新加坡投靠舅舅林金火，找到演員工作，並和周家的養女周清華與其女同學吳淑貞有三角戀愛，卻受到周女表兄陳明浪阻擾。周女自殺獲救，被逐出家門，草草與鄭男結婚，生一子一女。之後鄭男失業單獨往上海發展。陳明浪騙周女已與吳淑貞結婚，使周女心灰意冷。之後周家大火，鄭男不只與周女失聯又獲母親去世，趕回台灣時被宗親要求與同行的吳女結婚沖喜。之後，周女被養母強迫當舞女，兒子又生病夭折，而變為瘋女.....。